# Halové mistrovství světa v atletice 1999
7. halové mistrovství světa v atletice se odehrávalo ve dnech 5. – 7. března 1999 v japonském Maebaši, v hale Green Dome. Na programu bylo dohromady 28 disciplín (14 mužských a 14 ženských), kterých se zúčastnilo 487 atletů a atletek ze 115 států světa.

## Diskvalifikovaní atleti
V soutěži trojskokanů získal stříbrnou medaili původně Bulhar Rostislav Dimitrov, který skočil 17,05 m. O bronzovou medaili přišla později také Američanka Inger Millerová (běh na 60 m).
Hned dvojí provinění bylo v ženské kouli. Původně získala zlatou medaili Ukrajinka Vita Pavlyšová (21,43 m) a stříbro Ruska Irina Koržaněnková (20,56 m). Obě dvě však měly pozitivní dopingovou zkouškou na stanozolol.
Problémy s anabolickými steroidy měly tyto koulařky i později. Pavlyšová na HMS 2004 vrátila zlatou medaili. Koržaněnková na Letních olympijských hrách v Athénách musela vrátit také zlatou medaili, když měla opět pozitivní test na stanozolol.

## Česká účast
Českou republiku na tomto šampionátu reprezentovalo 11 atletů (4 muži a 7 žen). Do soutěží nezasáhla Helena Fuchsová, jež měla nastoupit do rozběhu závodu na 400 metrů. Zranění ji však na start nepustilo. Šampionát probíhal v japonském Maebaši v hale Green Dome.

## Medailisté

### Muži
| Soutěž            | Zlato                                                              | Stříbro                                                                      | Bronz                                                                          |
| ----------------- | ------------------------------------------------------------------ | ---------------------------------------------------------------------------- | ------------------------------------------------------------------------------ |
| 60 m              | Maurice Greene 6,42                                                | Tim Harden 6,43                                                              | Jason Gardener 6,46                                                            |
| 200 m             | Frankie Fredericks 20,10                                           | Obadele Thompson 20,26                                                       | Kevin Little 20,48                                                             |
| 400 m             | Jamie Baulch 45,73                                                 | Milton Campbell 45,99                                                        | Alejandro Cárdenas 46,02                                                       |
| 800 m             | Johan Botha 1:45,47                                                | Wilson Kipketer 1:45,49                                                      | Nico Motchebon 1:45,74                                                         |
| 1500 m            | Haile Gebrselassie 3:33,77                                         | Laban Rotich 3:33,98                                                         | Andrés Diaz 3:34,46                                                            |
| 3000 m            | Haile Gebrselassie 7:53,57                                         | Paul Bitok 7:53,79                                                           | Million Wolde 7:53,85                                                          |
| 60 m př.          | Colin Jackson 7,38                                                 | Reggie Torian 7,40                                                           | Falk Balzer 7,44                                                               |
| Štafeta 4 × 400 m | USA 3:02,83 Andre Morris Dameon Johnson Deon Minor Milton Campbell | Polsko 3:03,01 Piotr Haczek Jacek Bocian Piotr Rysiukiewicz Robert Maćkowiak | Velká Británie 3:03,20 Allyn Condon Solomon Wariso Adrian Patrick Jamie Baulch |
| Skok do výšky     | Javier Sotomayor 2,36 m                                            | Vjačeslav Voronin 2,36 m                                                     | Charles Austin 2,30 m                                                          |
| Skok o tyči       | Jean Galfione 6,00 m                                               | Jeff Hartwig 5,95 m                                                          | Danny Ecker 5,85 m                                                             |
| Skok daleký       | Iván Pedroso 8,62 m                                                | Yago Lamela 8,56 m                                                           | Erick Walder 8,30 m                                                            |
| Trojskok          | Charles Friedek 17,18 m                                            | LeMark Carter 16,98 m                                                        | Zsolt Czingler 16,98 m                                                         |
| Vrh koulí         | Oleksandr Bahač 21,41 m                                            | John Godina 21,06 m                                                          | Jurij Bilonoh 20,89 m                                                          |
| Sedmiboj          | Sebastian Chmara 6 386 bodů                                        | Erki Nool 6 374 bodů                                                         | Roman Šebrle 6 319 bodů                                                        |

### Ženy
| Soutěž            | Zlato                                                                                       | Stříbro                                                                               | Bronz                                                                                   |
| ----------------- | ------------------------------------------------------------------------------------------- | ------------------------------------------------------------------------------------- | --------------------------------------------------------------------------------------- |
| 60 m              | Ekaterini Thanouová 6,96                                                                    | Gail Deversová 7,02                                                                   | Philomena Mensahová 7,07                                                                |
| 200 m             | Ionela Tirleaová 22,39                                                                      | Světlana Gončarenková 22,69                                                           | Pauline Davisová 22,70                                                                  |
| 400 m             | Grit Breuerová 50,80                                                                        | Falilat Ogunkoyaová 51,25                                                             | Jearl Milesová 51,45                                                                    |
| 800 m             | Ludmila Formanová 1:56,90                                                                   | Maria Mutolaová 1:57,17                                                               | Natalia Cyganovová 1:57,47                                                              |
| 1500 m            | Gabriela Szabóová 4:03,23                                                                   | Violeta Becleaová 4:03,53                                                             | Lidia Chojecká 4:05,86                                                                  |
| 3000 m            | Gabriela Szabóová 8:36,42                                                                   | Zahra Ouazizová 8:38,43                                                               | Regina Jacobsová 8:39,14                                                                |
| 60 m př.          | Olga Šišiginová 7,86                                                                        | Glory Alozieová 7,87                                                                  | Keturah Andersonová 7,90                                                                |
| Štafeta 4 × 400 m | Rusko 3:24,25 Taťjana Čebykinová Světlana Gončarenková Olga Kotljarovová Natalja Nazarovová | Austrálie 3:26,87 Susan Andrewsová Tania Van Heerová Tamsyn Lewisová Cathy Freemanová | USA 3:27,59 Monique Hennaganová Michelle Collinsová Zundra Feaginová Shanelle Porterová |
| Skok do výšky     | Christina Kalčevová 1,99 m                                                                  | Zuzana Hlavoňová 1,96 m                                                               | Tisha Wallerová 1,96 m                                                                  |
| Skok o tyči       | Nastja Ryzihová 4,50 m                                                                      | Vala Flosadóttirová 4,45 m                                                            | Nicole Humbertová 4,35 m Zsuzsanna Szabóová 4,35 m                                      |
| Skok daleký       | Taťjana Kotovová 6,86 m                                                                     | Shana Williamsová 6,82 m                                                              | Iva Prandževová 6,78 m                                                                  |
| Trojskok          | Ashia Hansenová 15,02 m                                                                     | Iva Prandževová 14,94 m                                                               | Šárka Kašpárková 14,87 m                                                                |
| Vrh koulí         | Světlana Kriveljovová 19,08 m                                                               | Krystyna Danilczyková 19,00 m                                                         | Teri Steerová 18,86 m                                                                   |
| Pětiboj           | Le Shundra Nathanová 4 753 bodů                                                             | Irina Bělovová 4 691 bodů                                                             | Urszula Włodarczyková 4 596 bodů                                                        |

## Medailové pořadí
| Umístění | Stát           | Zlato | Stříbro | Bronz | Celkem |
| -------- | -------------- | ----- | ------- | ----- | ------ |
| 1.       | USA            | 3     | 8       | 8     | 19     |
| 2.       | Rusko          | 3     | 3       | 1     | 7      |
| 3.       | Rumunsko       | 3     | 1       | 0     | 4      |
| 4.       | Německo        | 3     | 0       | 4     | 7      |
| 5.       | Velká Británie | 3     | 0       | 2     | 5      |
| 6.       | Etiopie        | 2     | 0       | 1     | 3      |
| 7.       | Kuba           | 2     | 0       | 0     | 2      |
| 8.       | Polsko         | 1     | 2       | 2     | 5      |
| 9.       | Česko          | 1     | 1       | 2     | 4      |
| 10.      | Bulharsko      | 1     | 1       | 1     | 3      |
| 11.      | Ukrajina       | 1     | 0       | 1     | 2      |
| 12.      | Francie        | 1     | 0       | 0     | 1      |
| 12.      | Řecko          | 1     | 0       | 0     | 1      |
| 12.      | Kazachstán     | 1     | 0       | 0     | 1      |
| 12.      | Namibie        | 1     | 0       | 0     | 1      |
| 12.      | JAR            | 1     | 0       | 0     | 1      |
| 17.      | Keňa           | 0     | 2       | 0     | 2      |
| 17.      | Nigérie        | 0     | 2       | 0     | 2      |
| 19.      | Španělsko      | 0     | 1       | 1     | 2      |
| 20.      | Austrálie      | 0     | 1       | 0     | 1      |
| 20.      | Barbados       | 0     | 1       | 0     | 1      |
| 20.      | Dánsko         | 0     | 1       | 0     | 1      |
| 20.      | Estonsko       | 0     | 1       | 0     | 1      |
| 20.      | Island         | 0     | 1       | 0     | 1      |
| 20.      | Maroko         | 0     | 1       | 0     | 1      |
| 20.      | Mosambik       | 0     | 1       | 0     | 1      |
| 27.      | Maďarsko       | 0     | 0       | 2     | 2      |
| 27.      | Kanada         | 0     | 0       | 2     | 2      |
| 29.      | Bahamy         | 0     | 0       | 1     | 1      |
| 29.      | Mexiko         | 0     | 0       | 1     | 1      |